# The Seven Wonders
"The Seven Wonders" es el decimotercer y último episodio de la tercera temporada de la serie de antología, dramática y de terror American Horror Story, que se estrenó en FX el 29 de enero de 2014 en los Estados Unidos. En el caso de América Latina, la emisión del episodio se llevó a cabo el 4 de febrero del mismo año por el canal Fox Latinoamérica, a solo una semana de su estreno original. El episodio fue escrito por Doug Petrie y dirigido por Alfonso Gómez-Rejón. 
En este episodio Zoe, Queenie, Misty y Madison realizan la prueba "Las siete maravillas" con ningún otro propósito más que averiguar la identidad de la siguiente suprema entre ellas y de esa forma asegurar la protección del aquelarre, pero a costa de arriesgar sus propias vidas en el progreso.

## Argumento
El día para la realización de las siete maravillas finalmente ha llegado, y Stevie Nicks llega a la academia interpretando la canción Seven Wonders deseándole suerte a las chicas.
Dado que normalmente la prueba suele realizarse únicamente a la chica que fue identificada como la sucesora, Myrtle y Cordelia deciden terminar con la tradición y saltan de comenzar las pruebas de más fáciles a difíciles a aplicarla en un orden improvisado y de forma simultánea a todas las potenciales candidatas para la supremacía del aquelarre, no sin antes advertir nuevamente la posibilidad de una muerte segura conforme las pruebas aumenten de nivel. Como primera prueba, Misty, Queenie, Madison y Zoe deben mover con telequinesis una vela frente a ellas. Las cuatro salen exitosas de la prueba. 
La segunda prueba es desarrollar el poder de control mental. Durante el desarrollo de esta prueba, Misty y Queenie son puestas a competir entre sí para determinar quién la domina mejor, pero para la sorpresa de todas, ambas muestran la capacidad para obligar a su respectiva oponente a lastimarse a sí mismas. Para cuando es el turno de Madison contra Zoe, la primera usa la telepatía para abofetear a la segunda y eventualmente obligar a Kyle a besarla. Zoe rápidamente controla a Kyle para que la bese, provocando la ira de Madison, que por un momento trata de obligar al chico resucitado a estrangular a su oponente, de no ser por la intervención de Cordelia.
Como tercera prueba, las chicas tienen que descender a su propio infierno personal y de esa manera regresar antes del amanecer o morirán. El infierno de Queenie nuevamente se manifiesta como el lugar donde trabajaba, por lo que es la primera en regresar. Poco después le siguen Madison y Zoe, quienes confiesan que sus infiernos eran estar atrapada en un tonto papel para una serie musical y terminar con Kyle en varias ocasiones, respectivamente. Solo Misty queda atrapada en el infierno, el cual se manifiesta como la vez en la que tuvo que diseccionar a una rana contra su voluntad en una clase de biología cuando era una niña. Debido a esto, el tiempo de Misty se agota y su cuerpo se convierte en cenizas. La cuarta prueba consiste en la teletransportación, Madison, Queenie y Zoe salen exitosas, pero la creciente rivalidad entre las tres las orilla a usar sus nuevos poderes para atraparse entre ellas, lo que resulta en la muerte de Zoe. 
Debido a que Queenie no es capaz de resucitar a Zoe, Madison queda como la potencial nueva suprema y se rehúsa a realizar el hechizo de resurrección sobre Zoe, aún después de comprobar que en efecto tiene ese poder, luego de matar a una mosca y regresarla a la vida. Cordelia toma lo ocurrido como una prueba de que las brujas quizás no deberían existir. Sin embargo Myrtle termina convenciendo a Cordelia de realizar las siete maravillas debido a que es hija de una suprema. De esa manera Cordelia se las arregla para alcanzar a las chicas con las primeras 4 pruebas pasadas en cuestión de minutos. Para la sexta prueba, que es la adivinación, Cordelia adivina el lugar donde estaba oculta una pertenencia de otra suprema, mientras que Madison termina renunciando a la competencia tras ser incapaz de pasar la prueba. En medio de su frustración por no ser la nueva suprema, la joven estrella amenaza con exponer el aquelarre antes de intentar dejar la academia, pero Kyle la estrangula por no haber resucitado a Zoe. Spalding aparece para ofrecerle al muchacho sus servicios, y los dos terminan enterrándola.
Cordelia consigue traer de regreso a Zoe, y al hacerlo recupera su vista convirtiéndose en la nueva suprema. Como primeras acciones, expone la existencia de las brujas a los medios de comunicación y consiguen hacer reclutas en poco tiempo. Myrtle se acerca a Cordelia para pedirle el favor de ser quemada en la hoguera nuevamente como castigo por haber asesinado a los miembros del consejo original. Una dolida Cordelia termina accediendo a las peticiones de quien considera como su verdadera madre y cumple con su voluntad. Cordelia le da opción a Myrtle de decir sus últimas palabras antes de ser incinerada, pero esta última accede a decir solo una, "Balenciaga", haciendo referencia a su gusto por la vestimenta del diseñador de modas vasco Cristóbal Balenciaga.
Con cada vez más mujeres y chicas queriendo unirse al aquelarre, Cordelia forma un nuevo consejo con Queenie y Zoe. Pero cuando se dirige a atender a las recién llegadas, Cordelia termina teniendo una visita de su agonizante madre, quien le revela que había fingido su muerte con ayuda del hombre hacha. Fiona le implora a su hija que la mate, pero en su lugar, madre e hija terminan reconciliándose después de varios años de rivalidad y resentimiento. Fiona muere en los brazos de su hija, pero al despertar se ve a sí misma joven y viviendo inexplicablemente la fantasía del hombre del hacha. Al toparse con la presencia de Papa Legba, es que se da cuenta de que está en su propio infierno personal.
Más tarde Cordelia con ayuda de Kyle, quien se ha convertido en el nuevo mayordomo, y sus dos nuevas colegas; Queenie y Zoe, le dan la bienvenida a muchas brujas más para dar inicio a una nueva generación para las suyas.

## Elenco
- Sarah Paulson como Cordelia Goode/Foxx.
- Taissa Farmiga como Zoe Benson.
- Emma Roberts como Madison Montgomery.
- Frances Conroy como Myrtle Snow.
- Evan Peters como Kyle Spencer.
- Denis O'Hare como Spalding.
- Lily Rabe como Misty Day.
- Jessica Lange como Fiona Goode.
- Gabourey Sidibe como Queenie.

## Producción
En una entrevista con Sarah Paulson para la revista de periodismo estadounidense de televisión, TV Guide. La actriz comento algunas de sus experiencias en la filmación del episodio final y lo ocurrido con su personaje.

No sabía cómo íbamos a hacerlo y cómo íbamos a terminarlo. Nos dieron el guion tras el fin de las vacaciones de Navidad y lo grabamos el 6 de enero y terminamos el 17. La verdad de eso quedó en claro muy rápido. Fue un episodio muy ambicioso. Pasa mucho y hay muchos efectos especiales y trucos mágicos.
Sarah Paulson

En la misma entrevista Paulson comentó estar interesada y abierta para regresar en la cuarta temporada de la serie. 

Tengo esperanza en que eso podría pasar.

El productor y cocreador de la serie Ryan Murphy comento en una entrevista para EW sus pensamientos sobre la temporada y algunos sobre la siguiente: "Siento que es mi favorita, pero digo eso en cada temporada, porque me da tristeza el despedirme. Creo que fue divertido trabajar en ella y desafiante. Tengo las siguientes dos temporadas planeadas, y me agradan. Fue maravilloso de que el show creciera tanto, porque nos centramos en esta temporada y todos pensaron que sería nuestra temporada menos popular porque sería muy específica. El hecho de que se hiciera la más popular fue muy interesante para mi, y prueba que las personas no saben lo que les va a gustar. Estaba sorprendido y en shock. Estoy muy orgulloso de ella. Me encantan los actores en ella. Me encantan los disfraces, y el diseño de producción fue bueno este año. Creo que todos los jefes de los departamentos hicieron un trabajo sorprendente. El próximo año será igual de desafiante, Porque es muy periódica y bizarra y loca y gótica. Yo creo que, sí les encanto esta temporada, les encantara la siguiente. Tiene el mismo tono cómico."

## Recepción

### Audiencia
El episodio recibió un 2.2 con una audiencia de 18–49 y fue visto y compartido por 4.29 millones de espectadores, un notable incremento comparado con el episodio anterior.

### Críticas
Matt Fowler de IGN calificó al episodio con un 8.0, agregando que "Aún hubo algunos momentos devastadores, pero esencialmente 'Seven Wonders' dio un tiro en la temporada de las brujas—con los villanos restantes obteniendo sus merecidos." Todd VanDerWerff de The A.V. Club le dio al episodio una C−, exclamando, "Parece que los escritores de Coven, quienes revelaron en 'The Seven Wonders' que fueron incapaces de mantenernos interesados en el fin de los juegos de todos estos personajes."
Luis Miguel Cruz de CinePremiere le dio al episodio una crítica muy negativa al calificarlo con 2 estrellas y medias de 5 exclamando, que los inconvenientes cometidos en la temporada llevaron a una serie de errores que eventualmente hicieron de la conclusión de Coven decepcionante y predecible: "Al final nos queda la sensación de que el capítulo –y toda la tercera temporada– dejó mucho que desear, pues luego de un inicio verdaderamente emocionante la serie cayó en un bache creativo del que nunca pudo salir por completo, provocado principalmente por el exceso de personajes y la falta de planeación.".